# Sarah Teichmann
Sarah Amalia Teichmann (1975) FRS FMedSci es una científica alemana que es jefa de genética celular en el Instituto Wellcome Sanger y líder de un grupo de investigación visitante en el Instituto Europeo de Bioinformática (EMBL-EBI).  Se desempeña como directora de investigación (equivalente a profesora) en el Laboratorio Cavendish, en la Universidad de Cambridge y como investigadora principal en el Churchill College, Cambridge.

## Educación
Teichmann realizó estudios en la Escuela Europea de Karlsruhe en Alemania de 1981 a 1993, donde completó el Bachillerato Europeo en 1993. Teichmann pasó a estudiar Ciencias Naturales Tripos en Trinity College, Cambridge y obtuvo una licenciatura de primera clase en Artes en 1996. En 1999, completó su doctorado supervisado por Cyrus Chothia en el Laboratorio de Biología Molecular (LMB) sobre evolución del genoma.

## Carrera e investigación
Después de su doctorado, Teichmann realizó una investigación posdoctoral supervisada por Janet Thornton en la University College London y financiada por Beit Memorial Fellowships for Medical Research. De 2001 a 2012, fue líder del programa del Consejo de Investigación Médica (MRC), estudiando patrones en interacciones de proteínas y redes reguladoras transcripcionales.
En 2013, Teichmann ocupó un cargo conjunto en el Wellcome Trust Sanger Institute y el European Bioinformatics Institute (EMBL-EBI). De 2005 a 2015 se desempeñó como profesora y directora de estudios en Trinity College, Cambridge. Desde 2016, Teichmann se ha desempeñado como directora de genética celular en el Wellcome Trust Sanger Institute y como líder del grupo de investigación visitante en el EBI. 

La investigación de Teichmann se encarga de estudiar la expresión génica y el ensamblaje de complejos proteicos utilizando técnicas de biología computacional y de laboratorio húmedo. En particular su grupo de investigación:
...busca dilucidar los principios de la evolución de la estructura de proteínas, la estructura de proteínas de orden superior y el plegamiento de proteínas, y los principios subyacentes a la formación y organización de complejos de proteínas. Tenemos un interés de larga data en comprender la regulación de la expresión génica, y en nuestro laboratorio húmedo en el Instituto Sanger usamos células T auxiliares de ratón como modelo de diferenciación celular.
La investigación de Teichmann ha sido financiada por el Consejo Europeo de Investigación (ERC), el Consejo de Investigación Médica (MRC), el Consejo de Investigación en Biotecnología y Ciencias Biológicas (BBSRC), el Wellcome Trust, la Organización Europea de Biología Molecular (EMBO), los Programas Marco de Investigación y Desarrollo Tecnológico y la Cooperación Europea en Ciencia y Tecnología (COST).
A 2015 Teichmann ha supervisado a diversos estudiantes de doctorado incluyendo a Madan Babu, Varodom Charoensawa Subhajyoti De Jay Han, Sarah Kay Kummerfeld Tina Perica, y Jing Su, y una cantidad considerable de inverstigadores postdoctorales que se han convertido en investigadores principales (PIs).

### Premios y reconocimientos
Teichmann ha ganado varios premios. En 2010, recibió la Medalla Colworth de la Sociedad Bioquímica. En 2012, recibió la Medalla y Conferencia Francis Crick, y se convirtió en miembro de la Organización Europea de Biología Molecular (EMBO) y el Premio Lister del Instituto Lister de Medicina Preventiva. En 2015 recibió el premio Michael and Kate Bárány para jóvenes investigadores de la Sociedad Biofísica y la Medalla de Oro EMBO. Teichmann fue elegida como integrante de la Academia de Ciencias Médicas (FMedSci) en 2015. El mensaje sobre la elección dice:
Sarah Teichmann es líder del grupo de investigación en EMBL-Instituto Europeo de Bioinformática y ha realizado importantes contribuciones a la biología en los últimos 15 años. Un descubrimiento fundamental fue su trabajo para definir los mecanismos biofísicos clave en el ensamblaje de complejos de proteínas, lo que demuestra que los complejos de proteínas se ensamblan a través de vías distintas y ordenadas. Mostró que estas vías de ensamblaje se conservan en la evolución y cómo se pueden predecir a partir de la estructura 3D. Sus bases de datos y métodos de análisis computacional han tenido un impacto amplio y profundo en la comunidad. Ella representa una nueva generación de científicos en la interfaz entre la biología molecular computacional y experimental.
Teichmann también ha sido una activista por las carreras científicas de las mujeres al permitir que las científicas de las familias avancen en sus carreras mientras trabajan a tiempo parcial. Presidió un debate de Sex in Science en Wellcome Trust sobre el equilibrio de la vida familiar con el trabajo en investigación. Teichmann fue elegida ISCB Fellow en 2016 por la Sociedad Internacional de Biología Computacional.
En 2020, Teichmann fue reconocida en The Times como parte de 'Science Power List' por su trabajo en el Atlas Celular Humano y fue elegida como miembro de la Royal Society. Ganó el premio Suffrage Science en 2012.

## Vida personal
Teichmann tiene dos hijas. Es coautora de la novela de educación lingüística para niños Teenage Detectives, que escribió cuando era adolescente junto con su madre, la Dra. Virginia Teichmann, profesora universitaria de lengua inglesa en Karlsruhe.